# Phrynocephalus roborowskii
Phrynocephalus roborowskii là một loài thằn lằn trong họ Agamidae. Loài này được Bedriaga mô tả khoa học đầu tiên năm 1906.